# Diospyros × leonis
Diospyros × leonis är en växthybrid i släktet Diospyros som först beskrevs av Nathaniel Lord Britton och Percy Wilson, och fick sitt nu gällande namn av Paul Carpenter Standley. Den är en hybrid av D. crassinervis och D. grisebachii och förekommer på Kuba.